# Linia kolejowa Jaganowo – Woskriesiensk
Linia kolejowa Jaganowo – Woskriesiensk – linia kolejowa w Rosji łącząca stację Jaganowo ze stacją Woskriesiensk. Jest to fragment Wielkiego Pierścienia Kolei Moskiewskiej, będącego kolejową obwodnicą Moskwy. 
Odcinek Jaganowo – Osienka zarządzany jest przez region moskiewsko-kurski, natomiast fragment Niepiecyno – Woskriesiensk zarządzany jest przez region moskiewsko-riazański. Oba te regiony są częścią Kolei Moskiewskiej, wchodzącej w skład Kolei Rosyjskich. 
Linia położona jest w obwodzie moskiewskim. Na całej długości jest zelektryfikowana i dwutorowa.

## Historia
Linia powstała w Związku Sowieckim. Od 1991 położona jest w Rosji.